# Maxym
Le maxym ou jarma est une boisson gazeuse nationale kirghize, portant encore d'autres appellations (atchyma (russe : ачыма), atchygan kojo (russe : ачыган кожо) etc.), qui se préparait auparavant à base de millet, mais aussi de maïs, de blé et de panic en fonction des graines cultivées localement. Il se prépare selon différentes techniques, c'est pourquoi le maxym préparé par une dizaine de foyers d'un même village aura dix saveurs différentes.

## Production industrielle
Sous l'ère soviétique, cette boisson populaire se préparait et se consommait exclusivement dans le cercle familial. La production industrielle de la boisson n'a commencé qu'au début des années 1990, par la société Choro (Шоро). La préparation industrielle du maxym diffère quelque peu du savoir-faire traditionnel domestique. La boisson est de couleur plus sombre, et a un goût plus amer. De nos jours, la préparation industrielle du maxym est réalisée en été, et sa conservation se fait dans des fûts métalliques et dans des bouteilles en PET.

## Propriétés utiles
Le maxym a des effets bénéfiques sur la santé :
- il étanche aussi bien la faim que la soif ;
- il a des propriétés tonifiantes et curatives[1].

## Ingrédients et techniques de préparation
L'ancienne boisson gazeuse maxym était préparée à base de farine de blé, de millet ou de maïs. Parfois, de la farine de panic était mélangée à celle de maïs ou de blé. Le maxym de meilleure qualité est obtenu à partir de millet : il fermente mieux, sa farine ne retombe pas, et plus important encore, il a un goût agréable.
En fonction des grains utilisés pour sa préparation, il est possible de préciser dans l'appellation maxym de blé, maxym de millet, etc. Pour préparer le maxym, les ingrédients suivant sont nécessaires :
- Farine — 200 g.
- Eau — 4 à 6 litres
- Farine de blé — 50 à 60 g.
- Levure (ou une boisson déjà fermentée, comme du maxym, du koumis, de la bière) — 250 à 300 g.
- Sel

Il faut faire chauffer l'eau, et en touillant, ajouter la farine en évitant de faire des grumeaux.
Après cuisson, retirer du feu et attendre que le mélange refroidisse à 20-25° tout en mélangeant de temps en temps ; il faut alors ajouter la levure et la farine de blé, et mélanger. On laisse ensuite reposer avec un couvercle dans un endroit chaud. Au bout de 8 à 10 heures, le maxym est prêt. Il est nécessaire de bien mélanger quand on le sert. Pour la levure, il est possible d'utiliser du maxym préparé la veille, du koumis, ou de la bière.

## Composition chimique
Le maxym contient les éléments suivant :
- Vitamine B1, qui renforce le système nerveux, tonifie l'organisme et est recommandée en cas de névrite radiculaire, de névralgie et d'ulcères.
- Vitamine B2, ou riboflavine, qui contribue à préserver la vue, et joue un rôle dans la synthèse d'hémoglobine et dans les processus d'oxydo-réduction.
- Vitamine C, ou acide ascorbique, qui renforce les parois des vaisseaux sanguins, et améliore la régénération des tissus et la coagulation du sang.
- Vitamine PP, ou vitamine B3, qui diminue le cholestérol sanguin.

Prête à la consommation, la boisson a une couleur grise et un goût agréable avec une odeur de grain grillé. La nouvelle recette est protégée par un brevet. La boisson est profitable aux enfants comme aux adultes, et recommandée par le Ministère de la Santé du Kirghizistan et l'Académie des Sciences du Kazakhstan. Au Kirghizistan, était et reste une des boissons gazeuses les plus populaires.